# Buton Selatan (Regierungsbezirk)
Buton Selatan (Deutsch: Südbuton) ist ein Regierungsbezirk (Kabupaten) auf der indonesischen Insel Sulawesi. Der Bezirk ist Teil der Provinz Sulawesi Tenggara (Südostsulawesi).

## Geographie
Der Regierungsbezirk belegt bei einem Flächenanteil von 1,43 Prozent den vorletzten Platz der 15 Kabupaten (vor Kab. Wakatobi).

### Lage und Ausdehnung
Buton Utara ist der südlichste Regierungsbezirk der Provinz und liegt im äußersten Südosten der Insel Sulawesi. Er grenzt im Norden an die Stadt (Kota) Baubau und im Westen an den Bezirk Buton. Die natürliche Grenze im Osten und Süden bildet die Floressee (Laut Flores). Die Insel Batu Atas (9,19 km²) liegt etwa 50 km südlich der Insel Buton und ist durch die Bandasee (Laut Banda) von dieser getrennt.

### Grenzpunkte
Der Regierungsbezirk Buton Selatan liegt südlich des Äquators und hat folgende äußere Grenzpunkte:
| Richtung | Kode            | Kec.               | Desa            | Koordinaten         |
| -------- | --------------- | ------------------ | --------------- | ------------------- |
| N        | 74.15.02.200800 | Hendea             | Sampolawa       | 05°28′46,60″ s. Br. |
| O        | 74.15.03.2003   | Burangasi Rumbia00 | Lapandewa       | 122°49′22,03″ ö. L. |
| S        | 74.15.04.2005   | Tolanda Jaya       | Batu Atas a)    | 06°12′47,08″ s. Br. |
| W        | 74.15.05.2007   | Kamoali            | Siompu Barat b) | 122°27′22,03″ ö. L. |

## Verwaltungsgliederung
Seit seiner Gründung besteht der Kabupaten aus sieben Distrikten (Kecamatan), die sich aus 70 Dörfern (Desa) zusammensetzen. 10 davon besitzen als Kelurahan einen urbanen Charakter. Die weitere Untergliederung erfolgt in 212 Dusun/Lingkungan, 54 Rukun Warga (RW) und 279 Rukun Tetangga (RT).

Übersichtskarte der Grenzen der Kecamatan im Kabupaten

| Code 1)  | Kecamatan Distrikt | Ibukota Verwaltungssitz | Fläche (km²) | Einw. Zensus 2010 2) | Volkszählung 2020 3) | Volkszählung 2020 3) | Volkszählung 2020 3) | Anzahl der … |      |
| Code 1)  | Kecamatan Distrikt | Ibukota Verwaltungssitz | Fläche (km²) | Einw. Zensus 2010 2) | Einw. 3)             | 0Dichte 4)0          | Sex Ratio 5)         | Desa         | Kel. |
| -------- | ------------------ | ----------------------- | ------------ | -------------------- | -------------------- | -------------------- | -------------------- | ------------ | ---- |
| 74.15.01 | Batauga            | Laompo                  | 148,53       | 13.993               | 17.807               | 119,9                | 102,15               | 5            | 7    |
| 74.15.02 | Sampolawa          | Mambulu                 | 221,95       | 20.121               | 23.593               | 106,3                | 101,43               | 13           | 3    |
| 74.15.03 | Lapandewa          | Lapandewa               | 89,67        | 7.772                | 9.857                | 109,9                | 104,50               | 7            | -0   |
| 74.15.04 | Batu Atas          | Ujung                   | 9,19         | 8.246                | 12.298               | 1.338,2              | 104,46               | 7            | -0   |
| 74.15.05 | Siompu Barat00     | Molona                  | 14,58        | 8.119                | 10.392               | 712,8                | 102,49               | 8            | -0   |
| 74.15.06 | Siompu             | Biwinapada              | 38,62        | 8.753                | 11.179               | 289,5                | 102,01               | 10           | -0   |
| 74.15.07 | Kadatua            | Kaofe                   | 24,04        | 7.703                | 10.135               | 421,6                | 100,45               | 10           | -0   |
| 74.15    | Kab. Buton Selatan | Kab. Buton Selatan      | 546,98       | 74.974               | 95.261               | 174,2                | 102,34               | 60           | 10   |

## Geschichte

### Verwaltungsgeschichte
Durch das Gesetz Nr. 16 wurde 2014 der neue Kabupaten Buton Selatan gebildet. Hierbei gab der „Mutterbezirk“ Buton 7 seiner verbliebenen 14 Kecamatan (mit 70 seiner 165 Dörfer) ab. Buton verlor dadurch 29,6 Prozent seiner Fläche (509,92 von 1.722,91 km²) und 45,3 Prozent seiner Bevölkerung (2012: 92.953 von 205.329 Einw.). Bis heute blieb die innere Struktur (Anzahl der Kecamatan) unverändert, lediglich die Anzahl der Dörfer änderte sich. Durch das Gesetz Nr. 16 wurde 2014 der neue Kabupaten Buton Selatan gebildet. Hierbei gab der Mutterbezirk Buton 7 seiner verbliebenen 14 Kecamatan (mit 70 seiner 165 Dörfer) ab. Buton verlor dadurch 29,6 Prozent seiner Fäche (509,92 von 1.722,91 km²) und 45,3 Prozent seiner Bevölkerung (2012: 92.953 von 205.329 Einw.). Bis heute blieb die innere Struktur (Anzahl der Kecamatan) unverändert, lediglich die Anzahl der Dörfer änderte sich.

## Demographie
Der Kabupaten belegt innerhalb der Provinz Platz 13 in der Einwohnerzahl (3,72 % anteilig). In der Bevölkerungsdichte wird Platz 4 erreicht (198,8 Einw. je km²).

### Soziale Daten 2020
| Merkmal                                                             | Kab. Buton Selatan | 0Prov. Sulawesi Tenggara0 |
| ------------------------------------------------------------------- | ------------------ | ------------------------- |
| Bevölkerung unterhalb der Armutsgrenze (Tsd.)00                     | 11,500             | 301,820                   |
| Anteil der „armen Bevölkerung“ (indonesisch Penduduk miskin) (%)000 | 14,110             | 11,00                     |
| Arbeitslosenrate (%)                                                | 3,900              | 4,500                     |
| Lebenserwartung bei der Geburt (Jahre)                              | 67,660             | 71,220                    |
| HDI-Index                                                           | 64,930             | 71,450                    |
| Analphabetenrate (in %, 15+ J.)                                     | 7,430              | 5,000                     |
| Anteil der Altersgruppen                                            | 0Real0             | 0Prozentual0              |
| Kinder (<15 J.)                                                     | 29.7140            | 31,190                    |
| arbeitsfähige Bevölkerung (15–64 J.)                                | 60.6990            | 63,720                    |
| Rentner und Pensionäre (>65 J.)                                     | 4.8480             | 5,090                     |

### Bevölkerungsverteilung
| Jahr | Gesamt- Bevölkerung | Männer | %     | Frauen | %     | Sex Ratio 5) |
| 2016 | 94.443              | 47.768 | 50,58 | 46.675 | 49,42 | 102,34       |
| 2017 | 96.498              | 48.988 | 50,77 | 47.510 | 49,23 | 103,11       |
| 2018 | 98.070              | 49.681 | 50,66 | 48.389 | 49,34 | 102,67       |
| 2019 | 98.582              | 49.909 | 50,63 | 48.673 | 49,37 | 102,54       |
| 2020 | 99.072              | 50.194 | 50,66 | 48.878 | 49,34 | 102,69       |
| 2021 | 99.440              | 50.084 | 50,37 | 49.356 | 49,63 | 101,47       |
| 2022 | 100.349             | 50.045 | 49,87 | 50.304 | 50,13 | 99,49        |
| 2023 | 101.635             | 50.504 | 49,69 | 51.131 | 50,31 | 98,77        |
| 2024 | 102.881             | 50.888 | 49,46 | 51.993 | 50,54 | 97,87        |

Obige Tabelle gibt die durch die Zivilstandsbüros (Disdukcapil, indonesisch Dinas Kependudukan dan Pencatatan Sipil) veröffentlichten Fortschreibungsergebnisse zum Jahresende für die letzten neun Jahre wieder.

### Aktuelle Daten der Bevölkerungsfortschreibung
Nachfolgende Tabelle gibt den Einwohnerstand nach Geschlecht zur Volkszählung 2020, Ende 2022 sowie zum Jahresende 2024 wieder. Letztere resultieren aus den Ergebnissen der Fortschreibung durch die örtlichen Zivilstandsbüros (Disdukcapil, indonesisch Dinas Kependudukan dan Pencatatan Sipil). Der aktuelle Einwohnerstand kann jederzeit in einer interaktiven Karte abgerufen werden.

| Kecamatan            | Zensus 2020 | Zensus 2020 | Zensus 2020 | Ende 2022 | Ende 2024 | Ende 2024 | Ende 2024 | Fläche km² | Bevöl kerungs dichte | Sex Ratio 5) |
| Kecamatan            | Insg.       | männl.      | weibl.      | Ende 2022 | Insg.     | männl.    | weibl.    | Fläche km² | Bevöl kerungs dichte | Sex Ratio 5) |
| -------------------- | ----------- | ----------- | ----------- | --------- | --------- | --------- | --------- | ---------- | -------------------- | ------------ |
| Batauga              | 17.807      | 8.998       | 8.809       | 17.795    | 19.049    | 9.388     | 9.661     | 146,89     | 129,68               | 97,17        |
| Sampolawa            | 23.593      | 11.880      | 11.713      | 23.205    | 25.520    | 12.683    | 12.837    | 230,08     | 110,92               | 98,80        |
| Lapandewa            | 9.857       | 5.037       | 4.820       | 9.844     | 10.498    | 5.205     | 5.293     | 54,66      | 192,06               | 98,34        |
| Batu Atas            | 12.298      | 6.283       | 6.015       | 12.673    | 12.893    | 6.284     | 6.609     | 8,74       | 1.476,02             | 95,08        |
| Siompu Barat         | 10.392      | 5.260       | 5.132       | 10.396    | 12.190    | 6.135     | 6.055     | 17,10      | 712,95               | 101,32       |
| Siompu               | 11.179      | 5.645       | 5.534       | 11.179    | 11.908    | 5.959     | 5.949     | 36,12      | 329,64               | 100,17       |
| Kadatua              | 10.135      | 5.079       | 5.056       | 10.521    | 10.823    | 5.234     | 5.589     | 24,04      | 450,15               | 93,65        |
| Kab. Buton Selatan00 | 95.261      | 48.182      | 47.079      | 95.613    | 102.881   | 50.888    | 51.993    | 517,632    | 198,75               | 97,87        |